# Amya Clarke
Amya Clarke (Christ Church, 10 settembre 1999) è una velocista nevisiana.

## Biografia
Vicina all'atletica dal 2014, Clarke è giunta negli Stati Uniti d'America per proseguire i propri studi dapprima alla Iowa Western Community College e venendo poi ingaggiata dall'University of Akron.
Dopo aver conquistato una medaglia d'argento ai Campionati NACAC under 23, Clarke ha fatto parte dell'esigua delegazione nevisiana aiGiochi olimpici di Tokyo 2020. Con Jason Rogers è stata portabandiera nel corso della cerimonia di apertura. Clarke ha superato il turno preliminare ma si è fermata in batteria della gara dei 100 metri piani.

## Palmarès
| Anno | Manifestazione          | Sede       | Evento      | Risultato | Prestazione | Note |
| ---- | ----------------------- | ---------- | ----------- | --------- | ----------- | ---- |
| 2021 | Campionati NACAC U23    | San José   | 100 m piani | Argento   | 11"90       |      |
| 2021 | Giochi olimpici         | Tokyo      | 100 m piani | Batteria  | 11"71       |      |
| 2022 | Mondiali                | Eugene     | 100 m piani | Batteria  | 11"98       |      |
| 2022 | Giochi del Commonwealth | Birmingham | 100 m piani | Batteria  | 11"97       |      |